# Central Cee
Oakley Neil Caesar-Su (Shepherd's Bush, Londres; 4 de junio de 1998), más conocido por su nombre artístico Central Cee, es un rapero británico.Considerado como la figura más influyente del UK rap,saltó a la fama en 2020 con el lanzamiento de los sencillos «Day In The Life» y «Loading». Su mixtape debut, Wild West, fue lanzado en 2021, y debutó en el número dos en la lista de álbumes del Reino Unido. Su segundo mixtape, 23, fue lanzado en 2022 y debutó en la cima de la lista de álbumes del Reino Unido.
Central Cee logró un mayor éxito con el sencillo «Doja» en julio de 2022, que alcanzó el número dos en el UK Singles Chart y finalmente se convirtió en la canción de rap del Reino Unido más transmitida en Spotify. Lanzó su primer EP de un sello importante, «No More Leaks», en octubre de 2022.  En junio de 2023, lanzó el sencillo «Sprinter» con Dave, que se convirtió en su primer sencillo número uno en el Reino Unido y precedió a su EP colaborativo «Split Decision».El sencillo también se convirtió en la canción de rap número uno de más larga duración en el Reino Unido, manteniendo la posición durante 10 semanas.En abril de 2024, se convirtió en la canción de rap del Reino Unido más reproducida de la historia, superando a «Doja».En mayo de ese año, Central Cee lanzó el sencillo «Band4Band» con Lil Baby, que se convirtió en el sencillo de rap del Reino Unido más alto en la historia del Billboard Hot 100, alcanzando el número 18, así como el número 3 en su país de origen.Su álbum de estudio debut, «Can't Rush Greatness» fue lanzado a principios de 2025 través de Columbia Records.También debutó en el número nueve en el Billboard 200, convirtiéndose en el primer álbum de rap del Reino Unido entre los diez primeros en Estados Unidos, y se convirtió en su segundo número uno en la lista de álbumes del Reino Unido.

## Biografía

### Primeros años
Oakley Neil Caesar-Su nació el 4 de junio de 1998 en Shepherd's Bush, Londres, Inglaterra, de madre inglesa y padre guyanés-chino. En una entrevista con Just Jared en marzo de 2023, declaró lo siguiente sobre sus antecedentes: 

Mi padre es guyanés y chino, y mi madre inglesa.

 Su madre, Rachel Caesar, conoció a su padre a los 15 años y comenzó a salir con él en contra de los deseos de sus padres, y posteriormente se cortó económicamente. Caesar-Su fue criado por su madre junto a dos hermanos menores en Shepherd's Bush. Uno de sus hermanos es Juke Caesar, quien apareció en el mixtape 23 bajo el nombre de «Lil Bro».
Cuando Caesar-Su visitaba a su padre, le mostraban hip-hop estadounidense. También estaría expuesto al Reggae y al Dancehall cuando asistiera al Carnaval de Notting Hill.  Caesar-Su ha declarado que se mantuvo reservado en la escuela, pero que ocasionalmente se portaba mal y perdía los estribos. Fue a la misma escuela que el rapero Digga D, siendo un par de años superior. Caesar-Su dejó la escuela a los 16 años.
Caesar-Su comenzó a grabar música cuando tenía 14 años y trabajó en una zapatería durante tres semanas antes de enterarse de su salario y renunciar. Caesar-Su finalmente se dedicó a la venta de drogas para ganar dinero y dijo: 

Cuando vienes de donde vengo yo, todas las personas de todos los ámbitos de la vida, nueve de cada 10 veces, tenían que hacer eso. Es como aprender, montar una bicicleta.

### Vida personal
Central Cee salió con Madeline Argy, presentadora del podcast Pretty Lonesome, durante más de dos años. Su relación terminó en julio de 2024.

## Carrera musical

### 2014–2019: Inicios de carrera

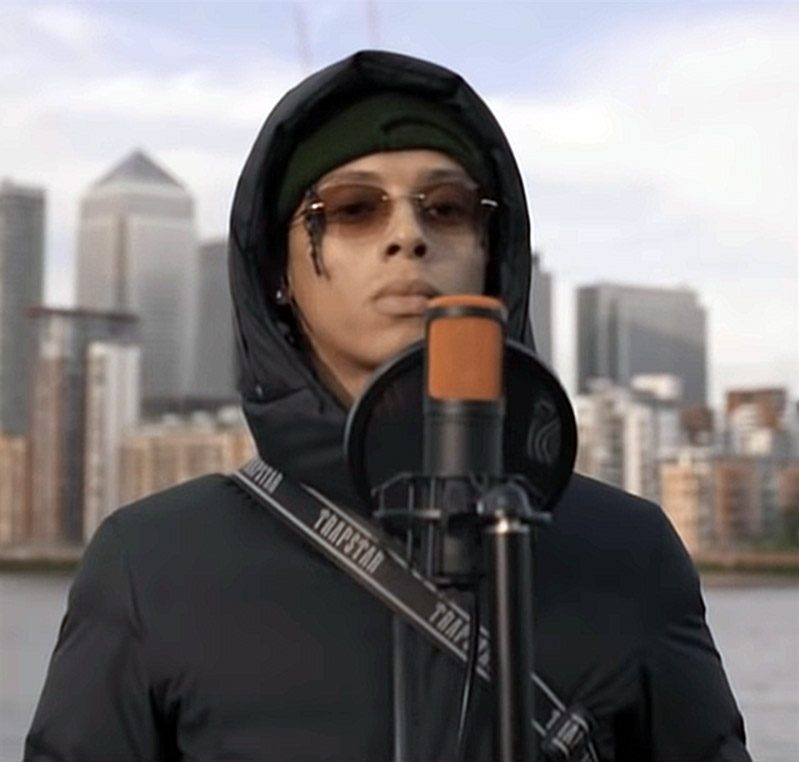
Central Cee en 2019.

Inicialmente inspirado por Chip, Bow Wow y Fugative, quienes ganaron fama cuando eran adolescentes, Central Cee hizo una aparición pública temprana en un episodio ahora eliminado de la serie «Fire in the Streets of Charlie Sloth» en 2014, donde adoptó el nombre de rapero Central Cee (primero listado como Central C). Su primera aparición en una canción fue en «Ain't on Nuttin Remix» junto a J Hus y más en enero de 2015. Lanzó su «StreetHeat Freestyle» en febrero del mismo año. En 2015, Central Cee apareció en la plataforma musical BL@CKBOX e interpretó versos instrumentales de Tupac Shakur junto a MoWest. En febrero de 2016, Central Cee apareció junto a Dave y otros en el remix de la canción «Spirit Bomb» de AJ Tracey. Más tarde lanzó el sencillo «Pull Up» en agosto de 2016. Central Cee lanzó sus primeros proyectos, el EP «17», y los EP ahora eliminados «Nostalgia» y «CS Vol. 1» en 2017. Su estilo libre «Next Up?» fue lanzado en octubre de 2019, luego de una serie de sencillos que se lanzaron ese año.

### 2020–2021: Éxito viral y Wild West

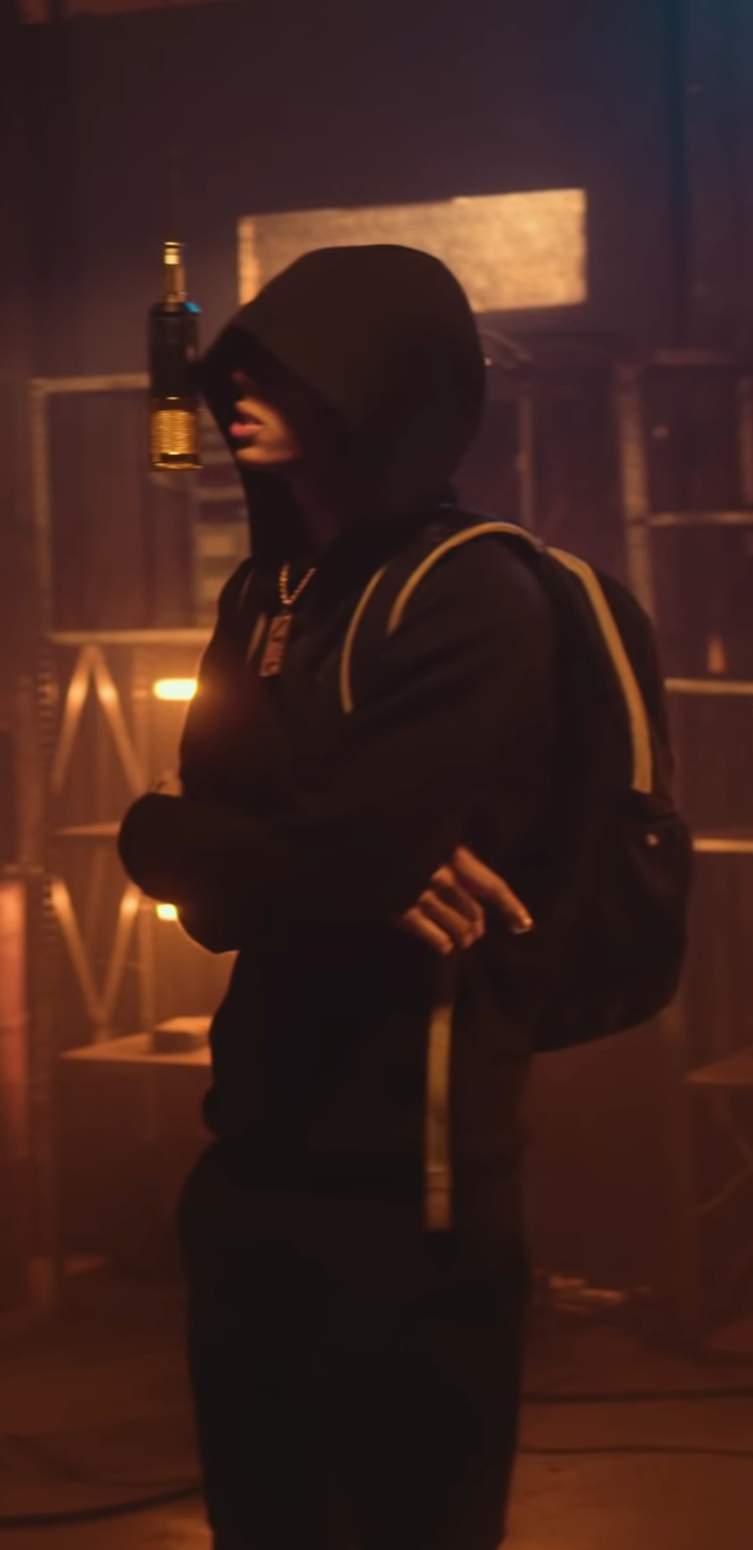
Central Cee en un video para MixtapeMadness en 2020

Central Cee conoció a su futuro mánager YBeeez en 2019, quien lo alentó a seguir con la música. Después de cambiar del hip hop auto-tuneado a un estilo similar al Drill del Reino Unido, Central Cee lanzó su sencillo «Day in the Life» el 14 de junio de 2020. Lo siguió con «Molly» en julio, y logró un mayor éxito con el sencillo «Loading», lanzado el 22 de octubre de 2020. Los videos musicales de las tres pistas fueron lanzados por GRM Daily.
«Loading» y «Commitment Issues» de febrero de 2021 alcanzaron el top 20 del UK Singles Chart. Central Cee lanzó su mixtape debut Wild West en marzo de 2021, que debutó en el número dos en la lista de álbumes del Reino Unido y el número uno en la lista de álbumes de R&B del Reino Unido.

### 2021–2022: 23 y No More Leaks
En septiembre de 2021, el sencillo «Obsessed with You» alcanzó el número 4 en el UK Singles Chart, y se convertiría en el sencillo principal de su segundo mixtape, «23», anunciado en noviembre de 2021. Central Cee's Daily Duppy fue lanzado en la Navidad de 2021.  El segundo y tercer sencillo del mixtape, «Retail Therapy» y «Cold Shoulder», fueron lanzados el 6 y 27 de enero de 2022. El 25 de febrero de 2022, «23» fue lanzado y se convirtió en su primer número uno en la lista de álbumes del Reino Unido.
Después de los avances en conciertos y en las redes sociales, su sencillo «Doja» se lanzó el 21 de julio de 2022 junto con un video musical dirigido por Cole Bennett. Se convirtió en su canción más alta de su carrera, debutando en el número 2 en el UK Singles Chart. La canción también alcanzó el número 12 en la lista estadounidense Bubbling Under Hot 100. El 14 de octubre de 2022, Central Cee lanzó por sorpresa su EP «No More Leaks», que fue apoyado por el sencillo «One Up» que se lanzó el día anterior. El 16 de diciembre de 2022, lanzó el sencillo «Let Go», que muestra el sencillo de Passenger Let Her Go y alcanzó el número seis en el UK Singles Chart.  En 2022, Central Cee se convirtió en el primer rapero del Reino Unido en lograr 1.000 millones de transmisiones de Spotify en un solo año. El 9 de febrero de 2023, lanzó el sencillo «Me & You».

### 2023: Split Decision
El 1 de junio de 2023, Central Cee y Dave lanzaron el sencillo conjunto «Sprinter». Fue el primer sencillo de su EP colaborativo Split Decision, que fue lanzado por sorpresa el 4 de junio. «Sprinter» se convirtió en el primer sencillo número uno de Central Cee, y rompió el récord de la mayor semana de streaming para una canción de rap en la historia del Reino Unido. A fines de junio, Central Cee apareció en la clase de primer año 2023 de la revista XXL. Días después, se anunció que había firmado con Columbia Records. El 21 de julio, Central Cee lanzó un freestyle «On the Radar» con Drake. La pista debutó en el número 80 en el Billboard Hot 100, convirtiéndose en su primera canción en alcanzar la lista. El 20 de octubre, Central Cee apareció en una canción junto al rapero australiano The Kid LAROI y la estrella del pop coreano Jungkook llamada «Too Much».
El 21 de diciembre de 2023, Central Cee lanzó el sencillo «Entrapaneur».

### 2024–presente: Can't Rush Greatness
El 11 de febrero de 2024 lanzó el sencillo «I Will».
El 5 de abril de 2024, apareció en el mixtape de J. Cole «Might Delete Later» en la canción «H.Y.B» junto a Bas.
En mayo del 2024, lanzó una canción grime titulada «CC Freestyle». El 23 de mayo, lanzó la canción «Band4Band» junto a Lil Baby. La canción debutó en el número 4 en la lista de singles del Reino Unido y en el número 22 en el Billboard Hot 100, convirtiéndose en su entrada más alta en este último.
Dos semanas después, la canción alcanzó el número 18 en el Hot 100.
El 20 de junio de 2024, apareció en la canción conjunta «Wave» con el cantante nigeriano Asake.
El 11 de julio de 2024, Central Cee apareció en el sencillo «Did It First» de Ice Spice. El lanzamiento de la canción provocó controversia y rumores de citas poco sólidos entre los dos.
Central Cee siguió con el sencillo «Gen Z Luv» el 26 de julio, En el video musical de la canción, se anunció su próximo álbum «Can't Rush Greatness». El 22 de agosto de 2024, Central Cee lanzó dos sencillos, «Bolide Noir» con el rapero francés JRK 19 y «Billion Streams Freestyle».
El 29 de octubre de 2024, lanzó el sencillo «One By One» junto con una interpretación de la canción en ColorsxStudios.
El 16 de enero de 2025, Central Cee lanzó el sencillo «GBP» con 21 Savage, con un video musical dirigido por Cole Bennett. Una semana más tarde, el 24 de enero, «Can't Rush Greatness» fue lanzado con críticas positivas, y se convirtió en su segundo número uno en la lista de álbumes del Reino Unido, con más de 42.000 unidades vendidas. El 28 de enero, Central Cee anunció su segunda gira como cabeza de cartel, el Can't Rush Greatness World Tour.

### Modelado
Central Cee es conocido por su estilo de moda, que suele incluir chándales, chaquetas acolchadas y gorros de calavera, artículos comúnmente asociados con la cultura británica del streetwear.
En 2023, Central Cee lanzó la marca de ropa de calle Syna World. Las técnicas de marketing de guerrilla de la marca han sido comparadas con otras marcas del Reino Unido como Corteiz y Trapstar.
Central Cee hizo su debut como modelo para la colección Nike X Nocta de Drake el 6 de abril de 2021.
Lideró la campaña «Neve World» de Jaquemus en noviembre de 2022. Además de trabajar para JD, una tienda de ropa deportiva en el Reino Unido.

### Estilo musical
Comenzando su carrera interpretando Hip hop británico, Central Cee cambió al género trapwave en 2016, un estilo de hip hop británico que utiliza canto auto-tuneado. En 2020, Central Cee se mudó a un estilo similar al UK drill con el lanzamiento del sencillo «Day in the Life» y se ha apegado principalmente a ese estilo desde entonces, afirmando que el estilo de auto-tune estaba sobresaturado.  Su estilo actual de música ha sido descrito como un enfoque melódico y optimista del UK drill.

### Influencias
Su estilo actual de música ha sido descrito como un enfoque melódico y optimista del Rap del Reino Unido. Central Cee estudió a raperos como Kendrick Lamar, J. Cole y Jay-Z cuando era un adulto joven y describió a NBA YoungBoy como una de sus influencias, comparando su enfoque con el rapero.

Hay mucha gente que testificará que es una mierda porque no hay ciencia en lo suyo, musicalmente. Lo que creo que vende es su personalidad y su vulnerabilidad en la música. En realidad, eso probablemente me influyó mucho.

Central Cee también ha declarado que el rapero británico Skepta es la «razón principal» por la que comenzó a hacer música.

## Discografía
| Álbumes - 2025: Can't Rush Greatness |

| Mixtapes - 2021: Wild West - 2022: 23 |

| EP - 2022: No More Leaks - 2023: Split Decision |

## Giras

### Titular
- 2022: Still Loading World Tour
- 2025: Can't Rush Greatness World Tour